# آر إم إس لوسيتينيا

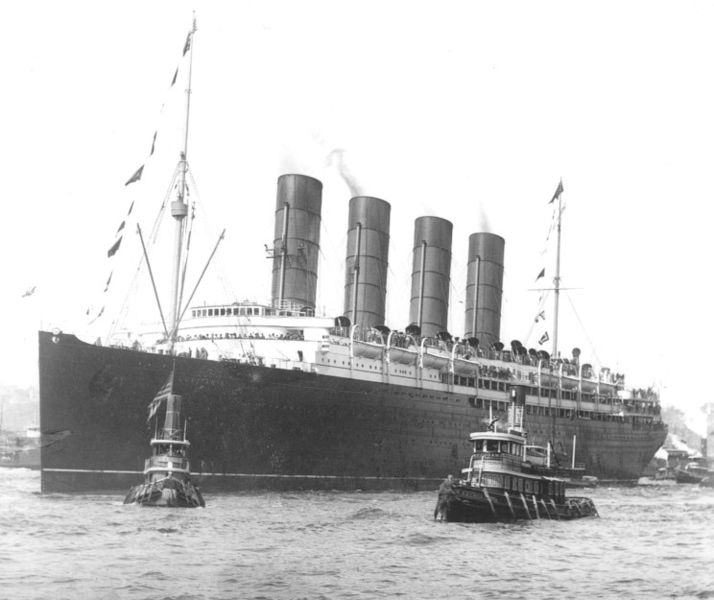
سفينة لوسيتينيا عام 1907

آر. إم. إس. لوسيتانيا، كانت سفينةً بريطانيةً عابرةً للمحيطات، غرقت في السابع من مايو من عام 1915 بواسطة غواصة ألمانية على بعد 11 ميلًا (18 كم) من الساحل الجنوبي لأيرلندا، مما أسفر عن مقتل 1,198 شخصًا من الركاب وطاقم السفينة. تنبأ غرق السفينة بإعلان الولايات المتحدة الأمريكية الحرب على ألمانيا. يُعتبر غرق لوسيتانيا عاملًا رئيسيًا في حشد الدعم لشنّ الحرب، إلا أن الحرب لم تبدأ إلا بعد مرور سنتين من غرقها، أي بعد تكرار الهجمات الألمانية ولجوء الجانب الألماني للحرب المفتوحة ضد النقل البحري الأمريكي.
حملت لوسيتانيا لقب بلو ريباند المخصص لأسرع عبور للمحيط الأطلسي، بالإضافة إلى تسميتها أكبر سفينة ركاب في العالم قبل أن تخسر هذه التسمية لصالح شقيقتها سفينة موريتانيا بعد ثلاثة أشهر. أطلقت شركة كونارد لاين للنقل البحري سفينة لوسيتانيا في عام 1906، في الفترة التي اشتدت فيها المنافسة بشأن التبادلات التجارية في شمالي الأطلسي. غرقت السفينة في أثناء رحلتها الـ 202 عبر المحيط الأطلسي.
اعتُبرت خطوط النقل البحري الألمانية منافسًا شرسًا فيما يتعلق بنقل الركاب عبر المحيط الأطلسي خلال أوائل القرن العشرين، الأمر الذي دفع شركة كونارد لاين إلى التفوق على الشركات الألمانية في السرعة والقدرة والرفاهية. استفادت شركة كونارد لاين من مساعدات الأميرالية البريطانية في بنائها لسفينة لوسيتانيا، بشرط أن تتاح السفينة بصفتها طرادةً تجاريةً خفيفةً في وقت الحرب. احتوت السفينة على حاضنات مدافع على سطحها، لكن لم تُثبت عليها أي مدافع على الإطلاق.
جُهزت كل من سفينتي لوسيتانيا وموريتانيا بالمحركات التوربينية الثورية الجديدة، التي مكنتهما من الحفاظ على سرعة عملية تُقدر بـ 25 عقدة (46 كم/ ساعة أو 29 ميلًا/ ساعة). جُهزت السفينتان بمصاعد وتلغراف لاسلكي وإضاءة كهربائية، بالإضافة إلى إتاحة مساحة أكبر للركاب بنسبة 50% مقارنةً بأي سفن أخرى، فضلًا عن تجهيزهما بأثاث فاخر في طوابق الدرجة الأولى.
حاصر الأسطول الملكي ألمانيا في بداية الحرب العالمية الأولى، ثم أعلنت المملكة المتحدة بحر الشمال بأكمله منطقة حرب في خريف عام 1914 وزرعت جميع الاتجاهات بالألغام. أُعلنت جميع الواردات الغذائية الألمانية بوصفها بضاعةً مهربةً في ربيع عام 1915. غادرت سفينة لوسيتانيا نيويورك متوجهةً إلى بريطانيا في الأول من مايو من عام 1915، تزامنًا مع فترة تصاعد وتيرة حرب الغواصات الألمانية في المحيط الأطلسي. أعلنت ألمانيا البحار المحيطة بالمملكة المتحدة منطقة حرب، ثم نشرت السفارة الألمانية في الولايات المتحدة خمسين إعلانًا صحفيًا يحذر الناس من مخاطر الإبحار على متن لوسيتانيا. اعترض البريطانيون على هذا التهديد واعتبروا أن نسف جميع السفن بشكل عشوائي أمر خاطئ، سواء أُعلن عن هذا النسف مسبقًا أم لا.
نسفت غواصة ألمانية لوسيتانيا بعد ظهر اليوم السابع من مايو، على بعد 11 ميلًا (18 كم) من الساحل الجنوبي لأيرلندا ضمن حدود منطقة الحرب المُعلنة. غرقت السفينة خلال 18 دقيقة جراء انفجار داخلي ثان، الأمر الذي أسفر عن مقتل 1,998 شخصًا من الركاب وطاقم السفينة.
صرح الألمان بأنهم قد تعاملوا مع السفينة باعتبارها تابعةً للبحرية بحجة أنها كانت محملة بمئات الأطنان من العتاد والذخائر الحربية ما جعل منها هدفًا عسكريًا مشروعًا، وأضافوا أن السفن التجارية البريطانية قد انتهكت قواعد الطراد منذ بداية الحرب. أصبحت قواعد الطراد المُعترف بها دوليًا متقادمة بحلول عام 1915، وأصبحت عودة الغواصات إلى السطح وإعطائها للتحذيرات أمرًا خطرًا لا سيما بعد اعتماد بريطانيا لسفن كيو التي تحمل مدافع مخفية على سطحها في عام 1915. وبرر الألمان بأن لوسيتانيا كانت تنقل «ذخائر الحرب»، وأنه من الممكن تحويلها إلى طراد مساعد مسلح في الحرب كونها تعمل تحت سيطرة الأميرالية، وأضافوا بأن هويتها مخفية وسطحها خال من أي أعلام. ادعى الألمان أيضًا وجود السفينة في منطقة حرب معلنة بصفتها سفينةً غير محايدة، وأن لديها أوامر بالهرب من الأسر والتصادم مع الغواصات التي تعترض طريقها.
لم تكن السفينة مجهزّة لأي معركة بل كانت محملة بآلاف الركاب المدنيين، لذا اتهمت الحكومة البريطانية الألمان بانتهاك قواعد الطراد. أسفر غرق السفينة عن موجة عارمة من الاحتجاجات في الولايات المتحدة، وذلك بسبب مقتل 128 مواطنًا أمريكيًا عند غرق السفينة. غيّر غرق السفينة الرأي العام في الولايات المتحدة بشأن ألمانيا، إذ شكّل الغرق واحدًا من العوامل التي ساهمت في إعلان الحرب بعد عامين تقريبًا. أكدت الحكومات البريطانية المتعاقبة بعد الحرب العالمية الأولى أنه لم يكن هناك أي ذخائر على متن لوسيتانيا، أي أنه لا يوجد أي مبرر لتعامل الألمان مع السفينة بوصفها سفينة تابعة للبحرية. اعترف رئيس الإدارة الأمريكية في وزارة الخارجية البريطانية في عام 1982 بالعثور على كمية كبيرة من الذخيرة في حطام السفينة على الرغم من أنها لم تشحن أي أسلحة، إذ اعتُبر بعض من هذه الذخيرة بالغ الخطورة ويمثل خطرًا على سلامة فرق الإنقاذ.

## أعلام
- فرانسيس ستيفنز
- ألفرد غوين فاندربلت
- جوستوس مايلز فورمان
- هيو لان
- تشارلز كلاين